# ونو (جعفرآباد)
وانو (بالفارسية: ونو) هي منطقة سكنية تقع في لرستان في إيران. يقدر عدد سكانها بـ 84 نسمة .